# Aida degli alberi
Aida degli alberi è un film d'animazione italiano del 2001, diretto da Guido Manuli, terzo lungometraggio realizzato dallo studio  Lanterna Magica. La trama è liberamente tratta dall'opera lirica Aida di Antonio Ghislanzoni musicata da Giuseppe Verdi.
È il primo lungometraggio di animazione italiano che ha utilizzato per la sua realizzazione tecniche 3D in sequenze complete.
La colonna sonora del film è di Ennio Morricone.

## Trama
Il regno di Arborea è guidato dal re Amonastro, il quale ha un'unica figlia, Aida, una giovane principessa guerriera forte, bella, coraggiosa e intraprendente. Gli abitanti vivono in pace in abitazioni di legno sugli alberi e la loro vita scorre tranquilla, finché un giorno una spedizione di soldati provenienti dal regno di Petra attacca il regno, abbattendone gli alberi e rapendo Goa, l'animale domestico della principessa Aida. Goa viene donata ad Amneris, la figlia del re di Petra Diaspron, che insieme all'amico Radames, abitante di Petra e figlio del generale Moud, lo alleva finché non partorisce un figlio a cui viene dato il nome di Gig.
Nel frattempo al tempio di Petra, il malefico sacerdote Ramfis si rivolge al terribile dio della guerra Satam (dalla forma di Mušḫuššu) illustrandogli un piano architettato per sbarazzarsi del sovrano e prendere il suo posto facendo sposare la principessa Amneris con suo figlio Kak - golosone con la passione per il cibo e lo scarso interesse per il potere. Il piano è però inattuabile in quanto Amneris è innamorata di Radames. Satam conferisce quindi al sacerdote nuovi poteri per permettergli di raggiungere il suo scopo. Per sbarazzarsi di Radames, il sacerdote fa apparire in sogno al sovrano un orribile mostro, instillando nel re la convinzione che l'unico in grado di sconfiggerlo sia proprio Radames. Il giovane parte così per l'impresa, accompagnato da Ramfis e da Kak, nonché da Goa, giungendo in una giungla che si rivela essere il regno di Arborea, dove Ramfis fa in modo che Radames vi si perda. In groppa a Goa, il giovane si imbatte per caso nella principessa Aida, che lo attacca, ma si ferma improvvisamente proprio mentre lui sta per colpirla. Preoccupata per la sua amica, ritrovata dopo molto tempo, Goa attira l'attenzione di alcune guardie di Arborea che danno l'allarme, costringendo i tre a scappare. Nel frattempo, Ramfis porta a Petra la carcassa del mostro, fatta realizzare apposta per l'occasione, dichiarando che Radames è scomparso, e spinge Kak negli alloggi di Amneris, che ovviamente lo caccia in malo modo disperata per la scomparsa dell'amato.
Ad Arborea, Radames viene attaccato dalle guardie, guidate da re Amonastro, costringendo il giovane a prendere la principessa in ostaggio e a gettarsi in un fiume, dove vengono inghiottiti da una cascata. Mentre Aida e Goa riescono a salvarsi, Radames rischia di affogare; Aida lo salva, ma egli contrae una febbre a causa dello sforzo, al che Aida lo assiste e lo cura. Mentre i due si conoscono, confrontandosi sui differenti usi dei lori popoli, l'esercito di Arborea, desideroso di vendicare la scomparsa di Aida per mano di Radames, attacca un manipolo di guardie di Petra accampate nel deserto, dei quali un sopravvissuto porta notizia in patria, scatenando le premesse per una guerra tra i due regni.
Aida e Radames vengono presto presi e catturati dai soldati di Petra, che li conducono nel loro regno. Mentre Aida viene ridotta in schiavitù e costretta a servire i capricci della principessa Amneris, Radames deve accompagnare l'esercito di Petra, guidato dal padre Moud, che parte per combattere gli Arborei. La battaglia termina con la vittoria di Petra, e tra i molti prigionieri Arborei catturati vi è anche re Amonastro - il quale rimane prudente nel non rivelare la sua identità. Mentre Ramfis assume uno stilista che conferisca a Kak l'aspetto di un vero principe, nella speranza che questi conquisti il cuore di Amneris, quest'ultima comincia a provare simpatia per i goffi modi del ragazzo.
Il vittorioso ritorno dell'esercito di Petra viene accolto da re Diaspron, il quale annuncia il matrimonio di Radames con sua figlia Amneris. Il giovane chiede che i prigionieri vengano liberati, e il sovrano accetta e dichiara che la liberazione si terrà il giorno del matrimonio. Adirato per questa prospettiva, Ramfis chiede consiglio a Satam, che gli fornisce una lettera falsamente attribuita a Radames da consegnare ad Aida. Ramfis ipnotizza il figlio Kak così da recapitare i messaggi tra i due giovani, affinché si convincano a scappare insieme. Finalmente deciso ad abbandonare Petra in nome dell'amore per Aida, Radames libera Amonastro, rimanendo però ignaro che questi sia il re di Arborea, ma viene catturato da un manipolo di guardie guidate da Ramfis. Amonastro raggiunge Arborea in groppa a Goa, mentre la giovane Aida decide di rimanere a Petra. Allora Radames viene accusato di tradimento da Ramfis, che rivela la vera identità di Amonastro, e il giovane viene per questo condannato ingiustamente a morte dal re. Pur di salvare Radames, Aida sacrifica il suo amore per lui chiedendo ad Amneris di sposarlo, anche se la principessa è ancora adirata per il gesto dell'amato. Diaspron concede la mano di sua figlia a Kak, che sarà quindi destinato a divenire il prossimo re di Petra secondo i piani di Ramfis. Attraverso una fessura del tempio, Aida e Kak vengono però a conoscenza del piano di Ramfis e decidono di fermarlo.
Mentre l'esercito di Arborea si dirige in guerra, Satam promette a Ramfis la vittoria e il potere su Petra, in cambio però del sacrificio di una vittima, Radames. Amneris visita Radames in cella per convincerlo a sposarla salvandolo così dalla condanna, ma il ragazzo rifiuta per amore di Aida. Ramfis raggiunge successivamente Radames, lo incanta e lo conduce all'interno del corpo di Satam, ma Aida lo insegue, affronta il terribile ed infido sacerdote e lo sconfigge. Ancora all'interno del corpo di Satam, Aida, Radames e Kak devono ora affrontare la furia della divinità che li trasporta in un'altra dimensione, ponendoli di fronte ad un orribile mostro. Radames ingaggia uno scontro con la creatura e la ferisce, ma questa danneggia la roccia sulla quale si trovano i tre, costringendo Kak a sostenerla. Mentre il crudele Satam cerca di convincere i tre ragazzi a inchinarsi al male, Kak invita i due giovani a baciarsi e ad esprimere il loro amore come antidoto all'odio. I due si baciano e il loro amore sconfigge il mostro di Satam, provocando un violento terremoto che genera un fiume che separa gli eserciti di Petra e di Arborea, i quali erano proprio sul punto di scontrarsi. Satam muore e il suo tempio viene distrutto, mentre i tre ragazzi tornano a casa. Amneris si fidanza con Kak, del quale è ormai innamorata, mentre Aida e Radames, insieme agli abitanti di Petra e di Arborea, inaugurano insieme un nuovo periodo di splendore nella nuova Petra, ora ricca di una rigogliosa vegetazione proprio come Arborea.

## Personaggi
- Aida: Protagonista del film è la giovane principessa guerriera di Arborea. Inizialmente è diffidente verso gli abitanti di Petra, poiché questi stanno distruggendo il suo regno e hanno rapito Goa, ma si ricrede dopo aver conosciuto Radames e Kak. Oltre ad essere coraggiosa e leale è anche molto altruista, infatti, accudisce Radames nonostante sia un nemico. Quando si trova costretta a vivere a Petra, stringe una profonda amicizia con Kak. Quando scopre il piano di Ramfis per impossesarsi del trono, è decisa più che mai a fermarlo per salvare i due regni e la vita del suo amato. Durante lo scontro finale nel ventre di Satam, si scontra con Ramfis e riesce a ferirlo, ma si trova costretta insieme a Radames e a Kak ad affrontare l'ira del Dio che li trasporta in un'altra dimensione dove i tre rischiano la vita e si salvano solo grazie al suggerimento di Kak che li incita a baciarsi avendo compreso che l'unica cosa che può vincere l'odio è l'amore. In seguito alla disfatta della malvagia divinità sceglie di rimanere insieme con Radames a Petra, che diverrà ricca di vegetazione come il vicino regno di Arborea.
- Radames: Protagonista maschile del film è il figlio del generale Moud. È molto amico di Amneris cui è stato promesso e di Kak. Sogna di combattere contro gli Arborei divertendosi a simulare la battaglia con Kak. L'amore che Amneris nutre nei suoi confronti lo rende un ostacolo ai piani di Ramfis che vuole liberarsi di lui. Quando visita involontariamente Arborea per volere del re che lo aveva mandato a caccia di un mostro che gli era apparso in sogno durante la notte, incontra per caso Aida della quale si innamora. A causa di un attacco degli abitanti di Arborea è costretto a prendere Aida come ostaggio, con l'intento di liberarla una volta fuori da Arborea, ma durante la fuga si ammala, venendo accudito da Aida, della quale si innamora. A causa di un equivoco, viene fatto prigioniero insieme ad Aida e portato a Petra, dove cerca convincere il re a liberare Aida, ma le sue richieste vengono respinte a causa di Ramfis, che convince il re della pericolosità della ragazza, che viene quindi costretta a servire i capricci di Amneris, invece Radames è costretto a partire in guerra contro Arborea per volere di Satam, dalla quale ritorna vittorioso. Dopo aver liberato Amonastro ignaro del fatto che sia il re di Arborea, viene catturato, processato e condannato a morte. Satam lo sceglie come vittima sacrificale ma Aida lo salva. Dopo la morte della divinità, vive in pace nella nuova Petra insieme ad Aida.
- Kak: È l'unico figlio di Ramfis, dal quale si differenzia molto, infatti non è assetato di potere come il padre, ma è interessato per lo più al cibo infatti afferma che soldi e potere a volontà non gli interessano ma ciò che gli interessa e mangiare panini a volontà cosa che il padre gli rimprovera più volte. Nonostante la sua passione per i panini, è un ragazzo molto intelligente e di buon cuore che non ama la guerra e il combattimento, nonostante sia dotato di una forza fisica nettamente superiore a quella di Radames, che per sconfiggerlo deve ricorrere al trucco del solletico. È molto amico di Radames e successivamente, quando Aida viene costretta a vivere a Petra, intreccia con lei un profondo legame di amicizia, che lo porta a scoprire il segreto del padre. Nonostante non sia un ragazzo coraggioso, è incredibilmente leale verso i suoi amici. Alla fine del film, si fidanza con Amneris che si è invaghita di lui durante l'assenza di Radames.
- Amneris: Capricciosa e viziata è la figlia del re di Petra Diaspron. Inizialmente nutre antipatia nei confronti di Kak verso il quale inizia a provare simpatia durante l'assenza di Radames. Quando Satam chiama Radames alla guerra, Amneris è l'unica insieme al padre del ragazzo ad opporsi alla decisione della divinità, ma il loro tentativo di far desistere il re dall'inviare il ragazzo in battaglia insieme all'esercito fallisce. Durante la permanenza di Aida a Petra, prende la giovane Arborea come servitrice obbligandola a dormire sul tappeto insieme a Raz. Quando il suo amato viene condannato a morte Aida la convince a cercare di convincerlo a sposarla sacrificando il suo amore, ma il ragazzo per evitare di farla soffrire rifiuta la sua proposta. Alla fine, si fidanza con Kak vivendo nella nuova Petra anche se è triste per aver perso il suo amato.
- Diaspron: È il padre di Amneris e il re di Petra, e nonostante sia un sovrano saggio, è spesso considerato come un tiranno a causa dell'influenza che Ramfis esercita su di lui per conto di Satam. In realtà, vorrebbe un periodo di pace con il popolo di Arborea, e diversamente da quanto può sembrare vuole molto bene alla figlia verso la quale è molto protettivo, al punto da proibirle di lasciare la sua stanza da sola, anche se la ragazza non gli obbedisce mai. Vorrebbe vedere la figlia felice insieme a Radames ma quando quest'ultimo libera Amonastro tradendo la sua patria, combina il matrimonio di Amneris con Kak, assecondando inconsapevolmente il piano di Ramfis. In seguito alla morte della divinità sembra aver siglato un trattato di pace con il popolo di Arborea, accettando di vivere nella nuova Petra, lieto che la figlia abbia trovato qualcuno da amare.
- Amonastro: Pacifico re di Arborea è il padre di Aida. Nonostante sia un sovrano saggio e generoso, non tollera intrusi nel suo regno, infatti, quando sorprende Radames insieme alla figlia non esita a farlo attaccare dai soldati, ma quando il ragazzo si tuffa in un fiume con la figlia, lo supplica di salvarla, ma le sue preghiere si rivelano inutili quando i due ragazzi e Goa scompaiono in fondo a una cascata. Per vendicare l'intrusione e la scomparsa della figlia, con i suoi soldati attacca un gruppo di soldati di Petra accampati vicino al confine tra Petra e Arborea. Durante la battaglia contro Petra, combatte con ferocia per difendere la sua patria, ma viene sconfitto, e chiede di morire per evitare di essere umiliato diventando un prigioniero. Quando Radames lo aiuta a fuggire, promette alla figlia di tornare a liberarla, infatti, mentre i tre ragazzi sono impegnati a sventare il piano di Ramfis, lui e Arborea sono schierati contro Petra ma un'eclissi generata dai poteri della divinità impedisce temporaneamente lo scontro, che in seguito alla morte della divinità non avrà luogo avendo inteso che gli dei non vogliono la guerra ma la pace. Alla fine del film vive in pace con gli abitanti di Arborea nella nuova Petra.
- Moud: È il migliore tra i generali di Petra, sembra inoltre condividere con re Diaspron un profondo legame di amicizia, infatti il re di Petra nutre molta stima nei suoi confronti al punto da raccontargli dei suoi incubi. Oltre ad essere un guerriero valoroso è anche il padre di Radames cui vuole molto bene. Quando Satam chiama Radames alla guerra Moud è l'unico insieme ad Amneris che cerchi di convincere il re a non lasciare che il ragazzo parta ma la sua richiesta non viene accolta. Durante la partenza da Petra sembra essersi accorto che il figlio è innamorato di Aida. Una volta tornato a Petra è favorevole al matrimonio tra Amneris e Radames combinato dal re. Durante il processo cerca di convincere il re a prendere in considerazione la giovane età del ragazzo e il suo comportamento in battaglia, giudicandolo con clemenza, ma la sua richiesta viene respinta dopo che Ramfis rivela davanti a tutti l'identità dell'uomo che Radames ha aiutato a fuggire, cosa che spinge il re a condannare a morte il ragazzo. Successivamente, conduce in battaglia l'esercito di Petra contro Arborea ma la battaglia viene interrotta prima ancora che inizi a causa della morte di Satam. Alla fine del film viene mostrato insieme a Diaspron, Amneris e Amonastro nella nuova Petra e sembra felice di vivere in pace.
- Satam: È l'antagonista principale del film. È il malvagio dio della guerra di Petra dalle sembianze di un Mušḫuššu. È il vero responsabile della guerra scatenata da Ramfis tra il popolo di Petra e gli Arborei. Odia la pace e teme l'amore poiché esso è l'unica cosa che può ucciderlo. Tutti i personaggi sono al corrente della sua esistenza ma lo considerano una semplice statua, inizialmente solo Ramfis, Raz e Kak sono a conoscenza del fatto che sia in realtà una malvagia creatura senziente, successivamente, anche Aida scopre la verità. Non è in grado di spostarsi dal piedistallo sul quale siede quando tiene gli occhi chiusi assumendo così le sembianze di una statua ma è in grado di chinare il suo lungo collo in avanti e di accogliere altre persone nel suo ventre senza inghiottirle, cosa che solitamente fa solo con Ramfis. Oltre alla sua stazza è dotato di un'intelligenza brillante, infatti, dopo aver donato a Ramfis nuovi poteri per eliminare Radames, gli consiglia di entrare nei sogni di Re Diaspron, cosa che il sacerdote fa senza problemi. Quando Ramfis sull'orlo di una crisi di nervi chiede nuovamente consiglio a Satam, questi crea per lui una lettera scritta da Radamens per Aida. Quando il ragazzo viene condannato a morte per aver liberato il re nemico, lo reclama come vittima sacrificale in cambio della vittoria di Ramfis e del dominio su Petra di quest'ultimo. Quando Ramfis viene sconfitto da Aida mentre si trova nel suo ventre, furioso giura di farla pagare cara ai due ragazzi, e quando Kak li raggiunge, decide di mostrare loro l'inferno per averli sfidati trasportandoli in un'altra dimensione, obbligandoli a combattere con un orribile mostro, e successivamente cerca di convincerli a inchinarsi al male, affermando che alla fine il male trionfa sempre, ma le sue parole inducono Kak a scoprire il suo punto debole, l'amore, infatti, il bacio tra Aida e Radames non solo lo sconfigge ponendo fine al suo regno di terrore, ma distrugge anche il suo tempio riportando a casa i tre ragazzi.
- Ramfis: È l'antagonista secondario del film. Vive a Petra nel tempio di Satam del quale è sacerdote. È il padre di Kak dal quale però si differenzia molto, infatti, è subdolo e ambizioso ma preferisce raggiungere i suoi obiettivi con l'astuzia anziché con la forza. La notte in cui Goa mette al mondo il suo cucciolo, preoccupato dal fatto che il re Diaspron voglia un periodo di pace con il popolo di Arborea, illustra al dio un piano studiato nei minimi particolari per eliminare il re e usurpare il suo trono, piano che però non può attuare a causa dell'amore che sta nascendo tra Amneris e Radames, desideroso che la principessa si innamori di Kak, riceve quindi da Satam nuovi poteri per raggiungere il suo scopo, ma il suo tentativo di eliminare Radames mandandolo in guerra e di far invaghire Amneris di Kak cercando di migliorare il suo aspetto con l'aiuto di uno stilista, fallisce, spingendolo sull'orlo di una crisi di nervi, cosa che lo porta a chiedere nuovamente aiuto alla divinità per sbarazzarsi di Radames, e questa volta il suo piano funziona. Durante la battaglia decisiva tra Petra e Arborea, chiede a Satam la vittoria sugli arborei con la promessa che subito dopo inizieranno a regnare, cosa che il dio è disposto a concedergli in cambio del sacrificio di una vittima, ovvero Radanes. Il suo piano viene però scoperto da Aida e da Kak. All'interno del corpo della divinità, Ramfis si appresta a uccidere Radames gettandolo di sotto, ma viene fermato da Aida che gli ordina di liberarlo. Vedendo la possibilità di sacrificare al dio non solo la vittima da lui richiesta ma anche Aida, Ramfis ingaggia un rapido scontro contro la principessa guerriera di Arborea che sta per avere la peggio contro il sacerdote a causa dei poteri di quest'ultimo, ma all'ultimo istante riesce a ferirlo e a farlo cadere di sotto. Ramfis sembra essere morto ma durante i titoli di coda si scopre essere incredibilmente ancora vivo e pentito delle sue azioni malefiche, infatti, lavora come giardiniere nella nuova Petra e sembra gradire molto la compagnia degli animali.
- Raz: È uno degli animali domestici di Amneris. Ha le sembianze di un coccodrillo in miniatura, è estremamente geloso del posto che occupa nel cuore della sua padrona e non ammette rivali, infatti, non esita un solo istante a spaventare Goa, facendo urlare Kanak di dolore mordendogli una zampa, e facendo credere alla sua padrona che sia stato Goa ad aggredirlo per proteggere il suo cucciolo. È incredibilmente goloso, al punto da sembrare insaziabile, ma il cibo è il giusto pagamento per i suoi servigi, infatti, ha la capacità di mostrare ad altri ciò che ha visto generando con le sue lacrime dei piccoli specchi d'acqua nel quale proietta genera ciò che ha visto. L'unico che può farlo collaborare anche senza dargli da mangiare è Ramfis, anche se Raz ottiene il suo premio sempre e comunque anche se non si tratta di cibo, infatti, dopo aver consegnato ad Aida la falsa lettere di Radames creata da Satam, attende che la ragazza la legga e poi la afferra con la sua bocca, strappandogliela di mano e mangiandola. Verso la fine del film, sceglie di aiutare Kak e Aida anche senza pagamento, mostrando loro ciò che ha visto fare a Ramfis. Infatti lui è il solo oltre a Kak e Ramfis a sapere del fatto che la divinità non è una statua, ma troppo codardo per ammetterlo.
- Kanak: Dalle fattezze simili a un dromedario è il destriero di Radames del quale molto spesso si lamenta con i suoi simili, descrivendolo come un esagitato, desiderando che avesse un carattere più simile a quello di Kak. Nonostante sia un brontolone tiene molto al suo padrone, e sembra essersi affezionato molto anche al piccolo Gik, infatti, il giorno in cui Radames parte per andare a caccia, su richiesta di Amneris gli affida Gik che però vorrebbe andare con la madre, così Kanak per tenerlo d'occhio lo pone sulla sua gobba, e fa il possibile per evitare che il cucciolo pianga. Anche lui come Raz è in grado di parlare anche se non lo fa mai davanti al suo padrone.
- Goa: È il destriero di Aida del quale è molto amica, all'inizio del film viene rapita dai soldati di Petra per ordine di Diaspron, nonostante la sua padrona si batta per proteggerlo. Giunta a Petra viene inizialmente maltratta dai soldati e vede la condizione di schiavitù del suo popolo, venendo poi donata ad Amneris, che sebbene la trovi dolce non ha occhi che per Raz, ma riesce a trovare in Radames un amico leale, che la tratta con cura e la aiuta a partorire. Il giorno dopo il suo arrivo a Petra è costretta a lasciare il suo cucciolo con Kanak per volere di Amneris, accompagnando Radames a caccia, ma i due si addentrano inconsapevolmente nel regno di Arborea dove Goa ritrova la sua amica. Durante la permanenza di Aida a Petra, Gik trascorre molto tempo con lei, fino a quando la sua padrona con l'aiuto di Radames libera Amonastro, affidandogli anche Gik, che farà ritorno ad Arborea. Durante i titoli di coda del film, si scopre che anche lei è in grado di parlare e di comprendere il linguaggio degli abitanti di Petra e Arborea, lodando il fatto che hanno finalmente compreso che è meglio vivere in pace piuttosto che farsi la guerra.
- Gik: È il cucciolo di Goa. Sua madre lo mette al mondo con l'aiuto di Radames. Anche se appena nato Gik sembra sia in grado di percepire la presenza di Satam. Inizialmente è Kanak a prendersi cura di lui quando la madre è assente, in seguito, è Aida ad allevarlo, il cucciolo infatti, passa molto tempo con lei durante il giorno. Quando Aida libera il padre con l'aiuto di Radames, lo affida a Goa perché lo riporti ad Arborea, affidando a re Amonastro anche il piccolo Gik.
- Uzi: È l'animale da compagnia di Amneris. Vive nella stanza della sua padrona all'interno di una piccola costruzione a forma di labirinto. È una creatura docile, cui piace essere accarezzata. È sempre accanto ad Amneris mentre questa è nelle sue stanze. Quando ha paura si nasconde nella torre al centro della costruzione in cui vive e questo succede quando Raz si diverte a spaventarlo.

## Il doppiaggio
Il doppiaggio è stato realizzato per Lanterna Magica dalla cooperativa ODS di Torino. Ciro Imparato ha scritto i dialoghi ed è stato assistente al doppiaggio e, insieme con Lucia Valenti, ha effettuato il casting fino alla scelta finale dei doppiatori. Lucia Valenti ha aiutato Guido Manuli nella direzione del doppiaggio, cui hanno preso parte sia doppiatori tipici della zona sia ospiti d'eccezione come Enzo Iacchetti e Massimo Lopez.

## Differenze con l'opera lirica di Giuseppe Verdi
- L'opera lirica è ambientata nell'antico Egitto in guerra con l'Etiopia, mentre il film in un universo fantasy dove i due regni in guerra si chiamano Petra e Arborea.
- Kanak, Moud, Goa, Gik, Uzi, Kak, Raz e Satam non sono presenti nell'opera verdiana.
- La figura del Faraone è sostituita con il re Diaspron.
- A differenza del film, l'opera verdiana ha un finale tragico: Aida e Radames muoiono sepolti vivi nella cripta dove avviene l'esecuzione capitale di quest'ultimo e Amneris, scoprendo e capendo solo allora che Radames era veramente innamorato di Aida, piange sulla sua tomba e maledice i sacerdoti per aver fatto questo.